# Д’Юссо, Арно
Арно Д’Юссо (англ. Arnaud d'Usseau; 15 апреля 1916, Лос-Анджелес — 29 января 1990, Нью-Йорк) — американский драматург, сценарист, журналист, педагог.

## Биография
Родился в семье Леона д’Юссо, известного в эпоху немого кино сценариста и режиссёра. Мать — Оттола (Тола) Смит д’Юссо, актриса.
Несколько лет сотрудничал в прогрессивном журнале «Masses and Mainstream» (англ., «Массы и главное направление»). В конце 1950 года его имя, как сочувствующего коммунистам, было внесено в голливудский чёрный список. В 1953 году предстал перед следственным подкомитетом сенатора Джо Маккарти, но отказался отвечать на любые вопросы, заявив, что будет рад обсудить вопросы коммунизма с сенатором на публичных дебатах. После этого переехал в Европу, где продолжал писать сценарии под разными псевдонимами. Вернувшись в Соединенные Штаты, преподавал литературу в Нью-Йоркском университете.
Умер в 1990 году после операции по поводу рака желудка.

## Творчество
Первой пьесой Д’Юссо, принесшей ему известность стала «Мир завтра» («Tomorrow the world», 1943). В драме «Глубокие корни» («Deep are the roots», 1946, рус. пер. 1948; совм. с Дж. Гоу) показана трагедия негра Чарльза Бретта, его столкновение с расизмом плантаторского Юга, воплощенным в образе сенатора Ленгдона. Это реалистическая пьеса с чётко очерченными характерами, проникнутая идеями гуманизма.
Д’Юссо также автор комедии «Легенда о Саре» («Legend of Sarah», 1951). Совместно с Д. Паркером написал социально-психологическую пьесу «Дамы из одного коридора» («The ladies of the corridor», 1954).
Написал 11 киносценариев.

## Избранная фильмография
- Одна насыщенная ночь / One Crowded Night (англ., 1940)
- Леди со шрамом / Lady Scarface (англ., 1941)
- Покайся на досуге / Repent at Leisure (1941)
- Человек, который отказывался умирать / The Man Who Wouldn’t Die (1942)
- Who Is Hope Schuyler? (1942)
- Вне Бродвея / Just Off Broadway (1942)
- Завтра, мир!
- Поезд страха / Horror Express (1972)
- Психомания / Psychomania (1973)
- Ladies of the Corridor (1975)

## Избранные пьесы
- «Завтрашний день мира» (1943)
- «Глубокие корни» (1946)
- «Дамы из одного коридора» (1953)